# آندره روگو
آندره روگو (فرانسوی: André Regaud‎; ۱۴ فوریهٔ ۱۸۶۸ – ۱۲ ژانویهٔ ۱۹۴۵) تیرانداز اهل فرانسه بود.
وی در مسابقات کشوری و بین‌المللی در مجموع برندهٔ ۱ مدال برنز شده‌است.